# Catalpa longissima
Catalpa longissima là một loài thực vật có hoa trong họ Chùm ớt. Loài này được (Jacq.) Dum.Cours. mô tả khoa học đầu tiên năm 1802.